# 10. ceremonia wręczenia nagród David di Donatello
10. ceremonia wręczenia włoskich nagród filmowych David di Donatello odbyła się 31 lipca 1965 roku w antycznym Teatrze greckim w Taorminie.

## Laureaci i nominowani
Laureaci nagród wyróżnieni są wytłuszczeniem.

### Najlepszy reżyser
- Francesco Rosi – Moment prawdy (tytuł oryg. Il momento della verità )
- Vittorio De Sica – Małżeństwo po włosku (tytuł oryg. Matrimonio all’italiana )

### Najlepszy producent
- Carlo Ponti – Małżeństwo po włosku (tytuł oryg. Matrimonio all’italiana)

### Najlepsza aktorka
- Sophia Loren – Małżeństwo po włosku (tytuł oryg. Matrimonio all’italiana)

### Najlepszy aktor
- Vittorio Gassman – Koniunktura (tytuł oryg. La congiuntura )
- Marcello Mastroianni – Małżeństwo po włosku (tytuł oryg. Matrimonio all’italiana )

### Najlepszy producent zagraniczny
- Jack L. Warner – My Fair Lady

### Najlepszy aktor zagraniczny
- Rex Harrison – My Fair Lady

### Najlepsza aktorka zagraniczna
- Audrey Hepburn – My Fair Lady

### Nagroda Targa d’oro
- Michalis Kakojanis
- Dino De Laurentiis
- Melina Mercouri
- Anthony Quinn